# هلو کیتی
هلو کیتی (ژاپنی: ハロー・キティ هپبورن: Harō Kiti) با نام واقعی کیتی وایت (キティ・ホワイト Kiti Howaito) شخصیت تخیلی شرکت ژاپنی سانریو است که توسط یوکو شیمیزو و اکنون توسط یوکو یاماگوچی طراحی شده‌است. سانریو هلو کیتی را در قالب یک گربهٔ سفید انسان‌گونه با یک روبان قرمز و دهان نامرئی به‌تصویر می‌کشد. برحسب سرگذشت هلو کیتی، وی با خانوادهٔ خود در یکی از شهرهای حومه لندن زندگی می‌کند و به خواهر دوقلویش میمی که روبان زرد می‌پوشد، نزدیک‌است. هلو کیتی تا سال ۲۰۲۴ برای شرکت سانریو بیش از ۸۰ میلیارد دلار سود داشته است.

## پیدایش
شرکت سانریو سازنده صندل‌های پلاستیکی با طرح چاپی توت‌فرنگی بود. اما می‌خواست محصول پر‌فروش دیگری هم تولید کند. برای همین گروهی از طراحان جوان را برای ارائه طرحی «کاوایی» (به معنای بامزه و ملوس) استخدام کرد. طرح یوکو شیمیزو، گربه سفیدی با پاپیون قرمزی بر موهایش بود، او این طرح را در چند روز کشید. یوکو طرح هِلو کیتی را با الهام از کودکی خود آفرید.
در آغاز، این طرح همراه با شش شخصیت تخیلی دیگر فقط روی کیف پول‌های کوچک چاپ شد. اما هلو کیتی از همه طرح‌های دیگر پر‌فروش‌تر شد و به سرعت تبدیل به پرفروش‌ترین محصول شرکت سانریو شد. نخستیین حضور هلو کیتی بر روی یک کیف پول بود که در ژاپن از سال ۱۹۷۵ و در آمریکا از سال ۱۹۷۶ به فروش رسید. این شخصیت سپس در مجموعهٔ کارتونی هلو کیتی و محصولات گوناگونی از جمله اسباب‌بازی و بازی‌های ویدیویی ظاهر شد.

## زندگی‌نامه
در سال ۲۰۱۱ شرکت سانریو اعلام کرد که نام واقعی هِلو کیتی، کیتی وایت و زاده ۱ نوامبر در لندن است. او در اصل گربه نیست. بلکه دختر‌بچه‌ هشت‌ ساله‌ای است که خودش بچه‌گربه‌ای به نام چارمی کیتی به عنوان حیوان خانگی دارد.